# Dartford
Dartford é uma cidade situada no Condado de Kent, no sudeste da Inglaterra, a 25 km do centro de Londres, com uma população de 85 911 habitantes (Censo 2001).
A cidade se estende por um pequeno vale por onde corre o rio Darent, no local onde passava a velha estrada de Londres para Dover, daí seu nome, Darent+ Ford. Apesar de hoje em dia ser apenas uma cidade dormitório de Londres, tem uma história importante na cultura britânica.
Como curiosidade local, foi na estação de trem de Dartford onde, no começo dos anos de 1960, dois garotos que já se conheciam das escolas da cidade se encontraram e resolveram levar adiante a ideia de fazer uma banda de rock. Os garotos eram Mick Jagger e Keith Richards e a banda que formaram era os Rolling Stones.

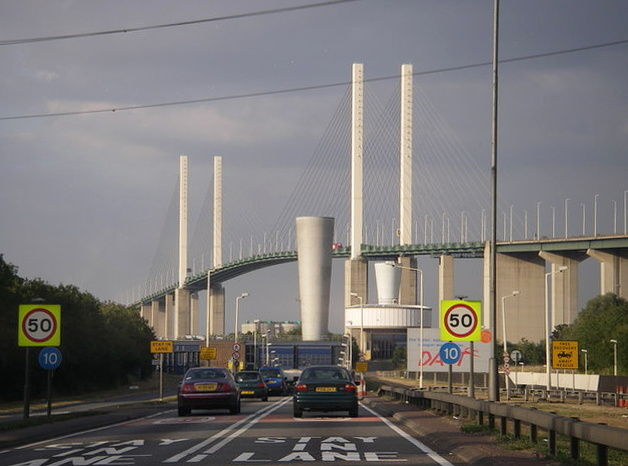
Ponte Rainha Elizabeth II.

Em 2008, a prefeitura local, com o apoio da população, publicou edital nomeando onze novas ruas da cidade com nomes de músicas dos Stones, entre elas Ruby Tuesday, Satisfaction e Lady Jane, em homenagem aos seus mais famosos filhos.